# Constantin Pârvulescu
Constantin Pîrvulescu, né le 10 novembre 1895 et mort le 10 juillet 1992, est un homme politique communiste roumain, l'un des fondateurs du Parti communiste roumain (PCR). Il est avec le temps devenu un adversaire actif du leader Nicolae Ceaușescu. Brièvement expulsé du Parti en 1960, il est réadmis et élu à la Commission de révision du Parti en 1974.

## Biographie
Constantin Pîrvulescu est né le 10 novembre 1895 à Olănești dans le județ de Vâlcea.
En avril 1944, agissant sur les ordres de Gheorghe Gheorghiu-Dej toujours emprisonné, Pîrvulescu avec Iosif Rangheț (en) et Emil Bodnăraș (en) capturent et déposent le secrétaire général du PCR Ştefan Foriş ; sous la menace d'une arme ils le forcent à démissionner de son poste en raison des accusations de Dej selon lesquelles il était un informateur de police. Pîrvulescu, Rangheț et Bodnăraș forment une troïka et le remplacent en tant que secrétariat provisoire jusqu'à ce que Dej s'échappe de prison et prenne le poste de secrétaire général du parti en septembre 1944.
En novembre 1979, lors du 12e Congrès du Parti, Pîrvulescu prend la parole pour s'opposer à la réélection de Ceaușescu à la direction du parti, l'accusant de faire passer les intérêts personnels avant ceux du parti et de la nation. Il accuse également le congrès de négliger les vrais problèmes du pays en se préoccupant de glorifier Ceaușescu,. Cette attaque sans précédent vient d'un communiste de longue date, proche toute sa vie du communisme soviétique (il a été le seul membre du Comité central à s'opposer au retrait des troupes soviétiques par Nikita Khrouchtchev en 1958). De même, étant âgé de 84 ans, l'ambition personnelle ne saurait être un facteur de motivation pour ce discours. Ainsi, la presse occidentale a considéré ses propos comme une preuve de mécontentement dans les rangs du Parti. Pîrvulescu est expulsé de la salle, démis de ses fonctions de délégué au congrès, placé sous stricte surveillance et assigné à résidence. Le 16 janvier 1980 il est exclu du PCR.
En mars 1989, il est l'un des signataires de la lettre ouverte connue sous le nom de Scrisoarea celor șase, la Lettre des Six, au côté de cinq autres dignitaires communistes (Gheorghe Apostol, Alexandru Bârlădeanu, Grigore Răceanu (en), Corneliu Mănescu, et Silviu Brucan (en)). Le document, qui est immédiatement diffusé sur Radio Free Europe et Voice of America, est une critique de gauche de la politique de Ceaușescu ; elle conduit à l'arrestation et à l'interrogatoire rapide des signataires par la Securitate, puis à leur résidence forcé.
Il a été marié à Suzana Pîrvulescu (1898-1942), elle-même militante du PCR, qui fut emprisonnée de 1936 à 1939.
Il meurt le 11 juillet 1992 à Bucarest près de trois ans après le renversement de Ceaușescu lors de la révolution roumaine.